# More Best of Leonard Cohen
More Best of Leonard Cohen je kompilační album kanadského hudebníka Leonarda Cohena, vydané v říjnu roku 1997 hudebním vydavatelstvím Columbia Records. Obsahuje nahrávky z deseti let před vydáním tohoto alba, tj. I'm Your Man (1988), The Future (1992) a Cohen Live (1994). To vše je doplněné o dříve nevydané písně „Never Any Good“ a „The Great Event“.

## Seznam skladeb
Autorem všech skladeb je Leonard Cohen. Jsou zde však dvě výjimky: „Everybody Knows“, na níž spolupracoval s Sharon Robinson a „Take This Waltz“ využívající část textu od Federica Garcíi Lorci.
| Pořadí         | Název                                            | Původní album       | Délka |
| -------------- | ------------------------------------------------ | ------------------- | ----- |
| 1.             | Everybody Knows                                  | I'm Your Man (1988) | 5:32  |
| 2.             | I'm Your Man                                     | I'm Your Man (1988) | 4:24  |
| 3.             | Take This Waltz                                  | I'm Your Man (1988) | 5:58  |
| 4.             | Tower of Song                                    | I'm Your Man (1988) | 5:37  |
| 5.             | Anthem                                           | The Future (1992)   | 6:06  |
| 6.             | Democracy                                        | The Future (1992)   | 7:12  |
| 7.             | The Future                                       | The Future (1992)   | 6:40  |
| 8.             | Closing Time                                     | The Future (1992)   | 5:58  |
| 9.             | Dance Me to the End of Love (koncertní nahrávka) | Cohen Live (1994)   | 6:12  |
| 10.            | Suzanne (koncertní nahrávka)                     | Cohen Live (1994)   | 4:19  |
| 11.            | Hallelujah (koncertní nahrávka)                  | Cohen Live (1994)   | 6:55  |
| 12.            | Never Any Good                                   | dříve nevyšlo       | 5:04  |
| 13.            | The Great Event                                  | dříve nevyšlo       | 1:09  |
| Celková délka: | Celková délka:                                   | Celková délka:      | 71:08 |